# Leucolejeunea unciloba
Leucolejeunea unciloba là một loài Rêu trong họ Lejeuneaceae. Loài này được (Lindenb.) A. Evans mô tả khoa học đầu tiên năm 1907.